# Elezioni presidenziali in Guinea Equatoriale del 2016
Le elezioni presidenziali in Guinea Equatoriale del 2016 si sono tenute il 24 aprile.

## Risultati
| Candidati                         | Partiti                                      | Voti    | %     |
| --------------------------------- | -------------------------------------------- | ------- | ----- |
| Teodoro Obiang Nguema Mbasogo     | Partito Democratico della Guinea Equatoriale | 271 177 | 93,53 |
| Avelino Mocache Mehenga           | Unione del Centrodestra                      | 4 556   | 1,57  |
| Buenaventura Moswi M´Asumu Nsegue | Coalizione Socialdemocratica                 | 4 417   | 1,52  |
| Benedicto Obian Mangue            | Indipendente                                 | 2 802   | 0,97  |
| Carmelo Mba Bacale                | Azione Popolare                              | 2 415   | 0,83  |
| Agustín Masoko Abegue             | Indipendente                                 | 2 412   | 0,83  |
| Tomás Mba Monabang                | Indipendente                                 | 2 154   | 0,74  |
| Totale                            | Totale                                       | 289 933 | 100   |